# Samtgemeinde Am Dobrock

Lage der Samtgemeinde im Landkreis Cuxhaven

Die Samtgemeinde Am Dobrock war eine Samtgemeinde im Landkreis Cuxhaven in Niedersachsen. In ihr hatten sich sieben Gemeinden zur Erledigung ihrer Verwaltungsgeschäfte zusammengeschlossen. Der Verwaltungssitz der Samtgemeinde befand sich in Cadenberge.

## Geographie
Samtgemeindegliederung
Die Samtgemeinde Am Dobrock bestand aus sieben Gemeinden:
|  | 1. Belum 2. Bülkau 3. Cadenberge 4. Geversdorf 5. Neuhaus (Oste) Flecken 6. Oberndorf 7. Wingst |

## Geschichte
Die Samtgemeinde erhielt den Namen „Am Dobrock“. Sitz der Samtgemeindeverwaltung war das im Jahre 1979 bezogene Rathaus am Marktplatz in Cadenberge. Daneben bestanden in allen Mitgliedsgemeinden Verwaltungsstellen.
In der konstituierenden Sitzung des Samtgemeinderates am 9. Juni 1965 wurde Claus Föge, Wingst (Dobrock), zum Gesamtvorsteher – so die damalige Bezeichnung – der Samtgemeinde Am Dobrock gewählt. Claus Föge nahm das Amt des Samtgemeindebürgermeisters bis zum 31. Oktober 1996 wahr. Edgar Tiedemann wurde in der Ratssitzung am 16. Oktober 1965 zum Samtgemeindedirektor gewählt und übte dieses Amt vom 1. Januar 1966 bis zum 30. Juni 1996 aus. Das sogenannte zweigleisige Modell, das heißt das Nebeneinander von Samtgemeindebürgermeister und Samtgemeindedirektor als sogenannte Doppelspitze, lief 1996 aus und wurde durch die Einführung der Eingleisigkeit an der Spitze der Kommunen mit der Direktwahl der Samtgemeindebürgermeister abgelöst. Der Rat der Samtgemeinde Am Dobrock bestand bis 2011 aus 30 Ratsfrauen und Ratsherren und dem oder der hauptamtlichen Samtgemeindebürgermeister. Durch die rückläufige Einwohnerzahl wurde die Anzahl der Ratsmitglieder in der letzten Legislaturperiode auf 28 reduziert.

### Gemeindefusionen
Am 1. Juni 1965 schlossen sich die Gemeinden Cadenberge, Wingst und Oppeln mit insgesamt 5789 Einwohnern zu einer Samtgemeinde zusammen.
Die Gemeinden Bülkau und Oberndorf schlossen sich mit Wirkung vom 1. Januar 1970 der Samtgemeinde an. Die Samtgemeinde Am Dobrock erreichte ihre abschließende Größe mit Wirkung vom 1. Januar 1972, als sich der Flecken Neuhaus (Oste) und die Gemeinden Belum und Geversdorf zum Beitritt entschlossen. Im Zuge der Verwaltungs- und Gebietsreform am 1. Juli 1972 wurde die Gemeinde Oppeln in die Gemeinde Wingst und die Gemeinde Kehdingbruch in die Gemeinde Belum eingegliedert.
Zum 1. November 2016 fusionierte die Samtgemeinde Am Dobrock mit der Samtgemeinde Land Hadeln zu einer neuen Samtgemeinde Land Hadeln mit Sitz in Otterndorf. Gleichzeitig fusionierten die Gemeinden Geversdorf und Cadenberge zur neuen Gemeinde Cadenberge.

### Einwohnerentwicklung
| Jahr      | 1987   | 1992   | 1997   | 2002   | 2007   | 2008   | 2009   | 2010   | 2011   | 2012   | 2013   | 2014   | 2015   |
| --------- | ------ | ------ | ------ | ------ | ------ | ------ | ------ | ------ | ------ | ------ | ------ | ------ | ------ |
| Einwohner | 12.300 | 12.395 | 12.462 | 12.432 | 12.141 | 12.074 | 11.952 | 11.808 | 11.647 | 11.605 | 11.819 | 11.800 | 11.807 |

jeweils zum 31. Dezember

## Politik

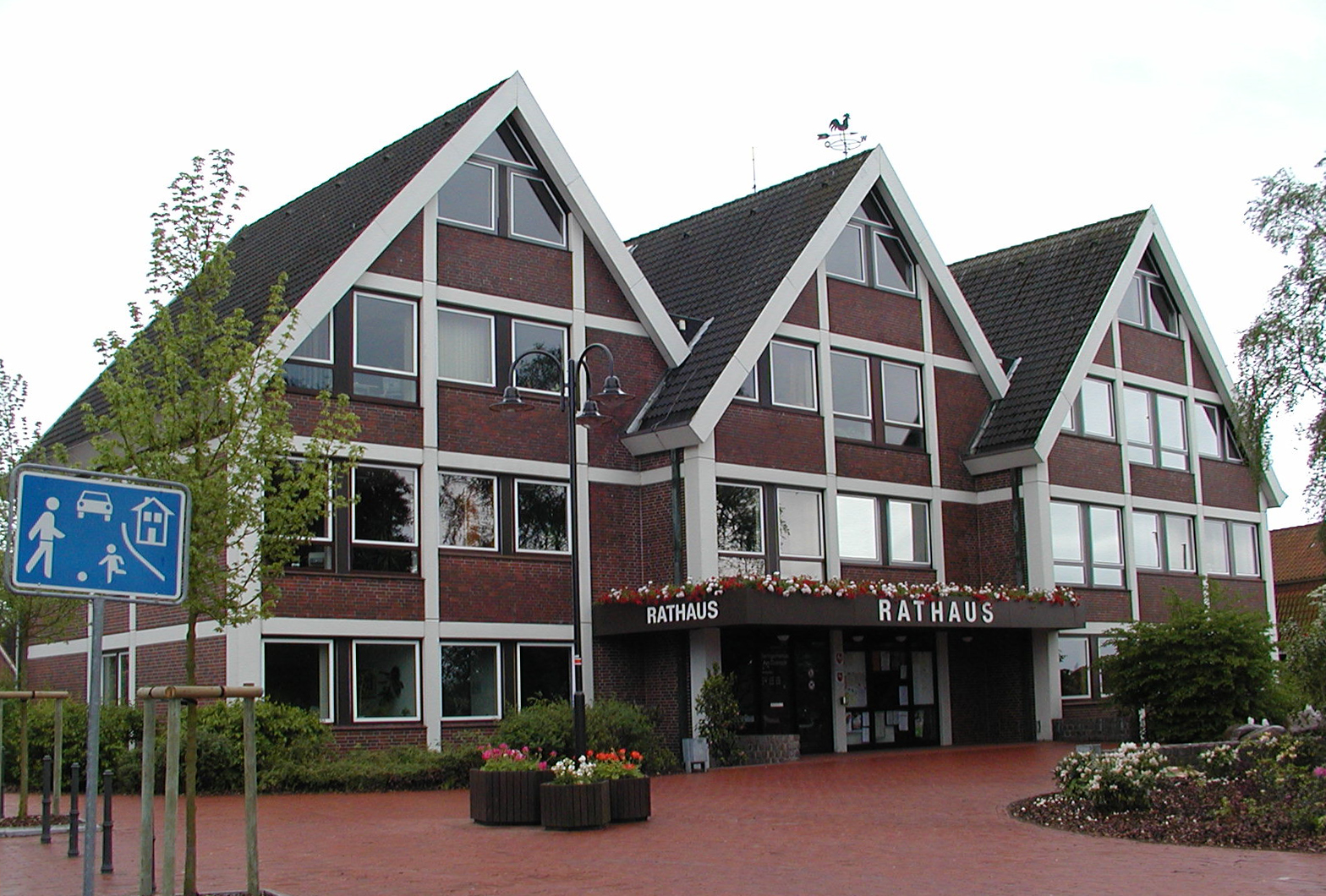
Das Rathaus in Cadenberge, Sitz der Samtgemeinde

### Letzter Samtgemeinderat
Der letzte Samtgemeinderat bestand aus 28 gewählten Mitgliedern. Dies ist die festgelegte Anzahl für eine Samtgemeinde mit einer Einwohnerzahl zwischen 11.001 bis 12.000.
Stimmberechtigt im Rat der Samtgemeinde war außerdem der hauptamtliche Samtgemeindebürgermeister.
Die letzte Kommunalwahl am 11. September 2011 ergab das folgende Ergebnis:
- SPD: 13 Sitze (45,71 %)
- CDU: 12 Sitze (43,26 %)
- GRÜNE: 2 Sitze (6,50 %)
- Freie Wähler Am Dobrock: 1 Sitz (2,65 %)

### Samtgemeindebürgermeister seit 1965
- 9. Juni 1965 – 31. Okt. 1996: Claus Föge
- 1. Nov. 1996 – 31. Okt. 2001: Toni Fuchs
- 1. Nov. 2001 – 31. Okt. 2006: Jan Erik Bohling
- 1. Nov. 2006 – 31. Okt. 2014: Bettina Gallinat
- 1. Nov. 2014 – 31. Okt. 2016: unbesetzt

### Wappen
| Wappen von Samtgemeinde Am Dobrock | Blasonierung: „Über blauem, mit zwei gekreuzten goldenen Haferrispen belegtem Schildfuß gespalten; vorn: in Grün eine silberne Tanne auf silbernem Hügel; hinten: in Silber ein halbes rotes Mühlrad am Spalt.“ |
| Wappen von Samtgemeinde Am Dobrock | Wappenbegründung: Das Wappen der Samtgemeinde zeigt die Hauptsymbole der Wappen der Mitgliedsgemeinden Wingst, Cadenberge und Oppeln.                                                                           |

## Sonstiges
Angelgewässer
- Hadelner Kanal: Aal, Barsch, Brasse, Hecht, Rotfeder, Rotauge, Weißfisch und Zander
- Oste: Aal, Aland, Barsch, Meeresforelle, Weißfisch und Zander
- Ostesee: Aal, Barsch, Brasse, Hecht, Karpfen, Rapfen, Regenbogenforelle, und Zander
- Aue: Aal, Barsch, Brasse, Hecht, Rapfen, Rotfeder, Rotauge, Weißfisch und Zander
- Neuhaus-Bülkauer Kanal: Aal, Barsch, Brasse, Hecht, Rotfeder, Rotauge, Weißfisch und Zander
- Balksee: Aal, Barsch, Brasse, Hecht, Rotfeder, Rotauge, Weißfisch und Zander